# عاشقانه شماره ۹ (فیلم)
عاشقانه شماره ۹ (به انگلیسی: Love Potion No. 9) فیلمی محصول سال ۱۹۹۲ و به کارگردانی دیل لانر است. در این فیلم بازیگرانی همچون تیت داناوان، ساندرا بولاک، دیل میدکیف، ماری مارا، هیلاری بی اسمیت، آن بنکرافت، دیلن بیکر، بلیک کلارک و آدریان پل ایفای نقش کرده‌اند.